# Crni feminizam
Crni feminizam (engleski: black feminism) feministički je pokret koji se razvio u SAD-u, a kasnije proširio u druga rasno miješana društva, te kojemu je temelj ideologije u tvrdnji da su seksizam i rasizam neodvojivi jedan od drugog. Crni feminizam tvrdi da ostali oblici feminizma - koji se bore protiv seksizma i klasnog tlačenja, a ignoriraju ili minimiziraju rasizam -  samo pomažu održavanju rasističkog tlačenja svih ljudi, uključujući žene. Crne feministkinje vjeruju da se jedino oslobađanjem crnih žena može postići sloboda za sve ljude. Taj pokret je u SAD-u vezan uz teološki pravac koji se naziva ženizam.
Današnji crni feminizam u SAD-u je nastao kao razočarenje pokretom za građanska prava, kao i feminizmom 1970-ih. Pokret za građanska prava je stavljao naglasak prvenstveno na suzbijanje tlačenja crnih muškaraca, dok se unutar samog pokreta odvijala spolna diskriminacija. Feministički pokret je, pak, prvenstveno bio zainteresiran za otvaranje novih radnih mjesta za bijele žene, ignorirajući činjenicu da su Crnkinje sve vrijeme obavljale teške fizičke poslove. 
Crni feminizam se često vezuje uz feminizam Trećeg svijeta.